# Model del solitó en neurociència

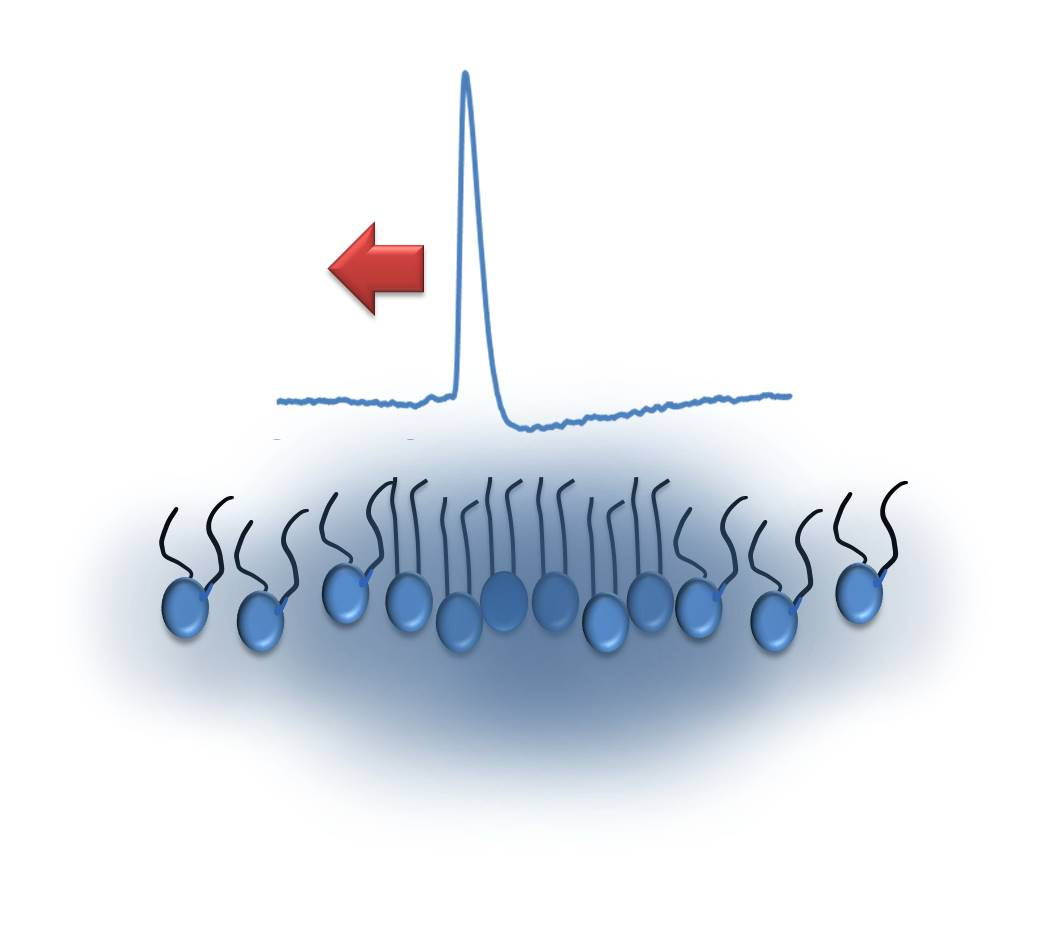
Ona electromecànica no lineal mesurada en un sistema lipídic artificial

La hipòtesi del solitó en neurociència és un model que pretén explicar com s'inicien i condueixen els potencials d'acció al llarg dels axons basant-se en una teoria termodinàmica de la propagació del pols nerviós. Proposa que els senyals viatgen al llarg de la membrana de la cèl·lula en forma de certs tipus de polsos de so (o densitat) solitaris que es poden modelar com a solitons. El model es proposa com una alternativa al model de Hodgkin-Huxley en què els potencials d'acció: els canals iònics dependents de voltatge a la membrana s'obren i permeten que els ions de sodi entrin a la cèl·lula (corrent cap a dins). La disminució resultant del potencial de membrana obre els canals de sodi dependents de voltatge propers, propagant així el potencial d'acció. El potencial transmembrana es restaura mitjançant l'obertura retardada dels canals de potassi. Els defensors de la hipòtesi de Soliton afirmen que l'energia es conserva principalment durant la propagació, excepte les pèrdues per dissipació; Els canvis de temperatura mesurats són completament incompatibles amb el model Hodgkin-Huxley.
El model de solitons (i les ones sonores en general) depèn de la propagació adiabàtica en la qual l'energia proporcionada a la font d'excitació es transporta adiabàticament pel medi, és a dir, la membrana plasmàtica. La mesura d'un pols de temperatura i l'absència afirmada d'alliberament de calor durant un potencial d'acció van ser la base de la proposta que els impulsos nerviosos són un fenomen adiabàtic molt semblant a les ones sonores. Els potencials d'acció evocats sinàpticament a l'òrgan elèctric de l'anguila elèctrica s'associen amb una producció substancial de calor positiva (només) seguida d'un refredament actiu a temperatura ambient. En el nervi olfactiu del peix, el potencial d'acció s'associa a un canvi de temperatura bifàsic; tanmateix, hi ha una producció neta de calor. Aquests resultats publicats són inconsistents amb el model Hodgkin-Huxley i els autors interpreten el seu treball en termes d'aquest model: el corrent de sodi inicial allibera calor a mesura que es descarrega la capacitat de la membrana; La calor s'absorbeix durant la recàrrega de la capacitat de la membrana a mesura que els ions de potassi es mouen amb el seu gradient de concentració però en contra del potencial de membrana. Aquest mecanisme s'anomena "teoria del condensador". Es pot generar calor addicional per canvis de configuració de membrana impulsats pels canvis en el potencial de membrana. Un augment de l'entropia durant la despolarització alliberaria calor; L'augment d'entropia durant la repolarització absorbiria calor. Tanmateix, aquestes contribucions entròpiques són incompatibles amb el model de Hodgkin i Huxley